# District de Lushan (Jiujiang)
Pour les articles homonymes, voir Lushan.
Le district de Lushan (庐山区 ; pinyin : Lúshān Qū) est une subdivision administrative de la province du Jiangxi en Chine. Il est placé sous la juridiction de la ville-préfecture de Jiujiang.
La localité de Lushan, qui dépend de ce district, est située dans le parc national du Lu Shan. C'est un lieu de villégiature.